# Paris Masters 2010
Il Paris Master 2010, ufficialmente BNP Paribas Masters 2010 per motivi di sponsorizzazione, era un torneo di tennis giocato sul cemento indoor. È stata la 39ª edizione del Paris Masters, che faceva parte della categoria ATP World Tour Masters 1000 nell'ambito dell'ATP World Tour 2010. Il torneo si è giocato al Palais omnisports de Paris-Bercy di Parigi, in Francia, dal 6 al 14 novembre 2010.

## Partecipanti

### Teste di serie
| Nazionalità | Giocatore         | Ranking | Testa di serie* |
| ----------- | ----------------- | ------- | --------------- |
| Svizzera    | Roger Federer     | 2       | 1               |
| Serbia      | Novak Đoković     | 3       | 2               |
| Regno Unito | Andy Murray       | 4       | 3               |
| Svezia      | Robin Söderling   | 5       | 4               |
| Rep. Ceca   | Tomáš Berdych     | 6       | 5               |
| Spagna      | Fernando Verdasco | 7       | 6               |
| Spagna      | David Ferrer      | 8       | 7               |
| Stati Uniti | Andy Roddick      | 9       | 8               |
| Russia      | Michail Južnyj    | 10      | 9               |
| Russia      | Nikolaj Davydenko | 11      | 10              |
| Austria     | Jürgen Melzer     | 12      | 11              |
| Francia     | Gaël Monfils      | 14      | 12              |
| Croazia     | Marin Čilić       | 15      | 13              |
| Spagna      | Nicolás Almagro   | 16      | 14              |
| Croazia     | Ivan Ljubičić     | 17      | 15              |
| Stati Uniti | John Isner        | 19      | 16              |

* Le teste di serie sono basate sul ranking al 1º novembre 2010.

### Altri partecipanti
I seguenti giocatori hanno ricevuto una wildcard per il tabellone principale:
- Arnaud Clément
- Nicolas Mahut
- Florent Serra

Il seguente giocatore ha ricevuto uno special exempt per il tabellone principale:
- Marcel Granollers

I seguenti giocatori sono passati dalle qualificazioni:

- Benjamin Becker
- Fabio Fognini
- Santiago Giraldo
- Illja Marčenko
- Jarkko Nieminen
- Josselin Ouanna

Il seguente giocatore è stato inserito nel tabellone principale come lucky loser:
- Michael Russell

### Assenze notevoli
- Rafael Nadal (infortunio alla spalla)
- Jo-Wilfried Tsonga (infortunio al ginocchio)
- Marcos Baghdatis (infortunio alla spalla)
- Juan Carlos Ferrero (operazione al ginocchio e al polso)
- Mardy Fish (infortunio all'anca)

## Campioni

### Singolare
Robin Söderling ha battuto in finale  Gaël Monfils per 6-1, 7-6(1).
- È il 2º titolo dell'anno per Söderling, il 6° della sua carriera e il 1° Masters 1000.

### Doppio
Mahesh Bhupathi /  Maks Mirny hanno battuto in finale  Mark Knowles /  Andy Ram per 7-5, 7-5.